# Lama (budisme)

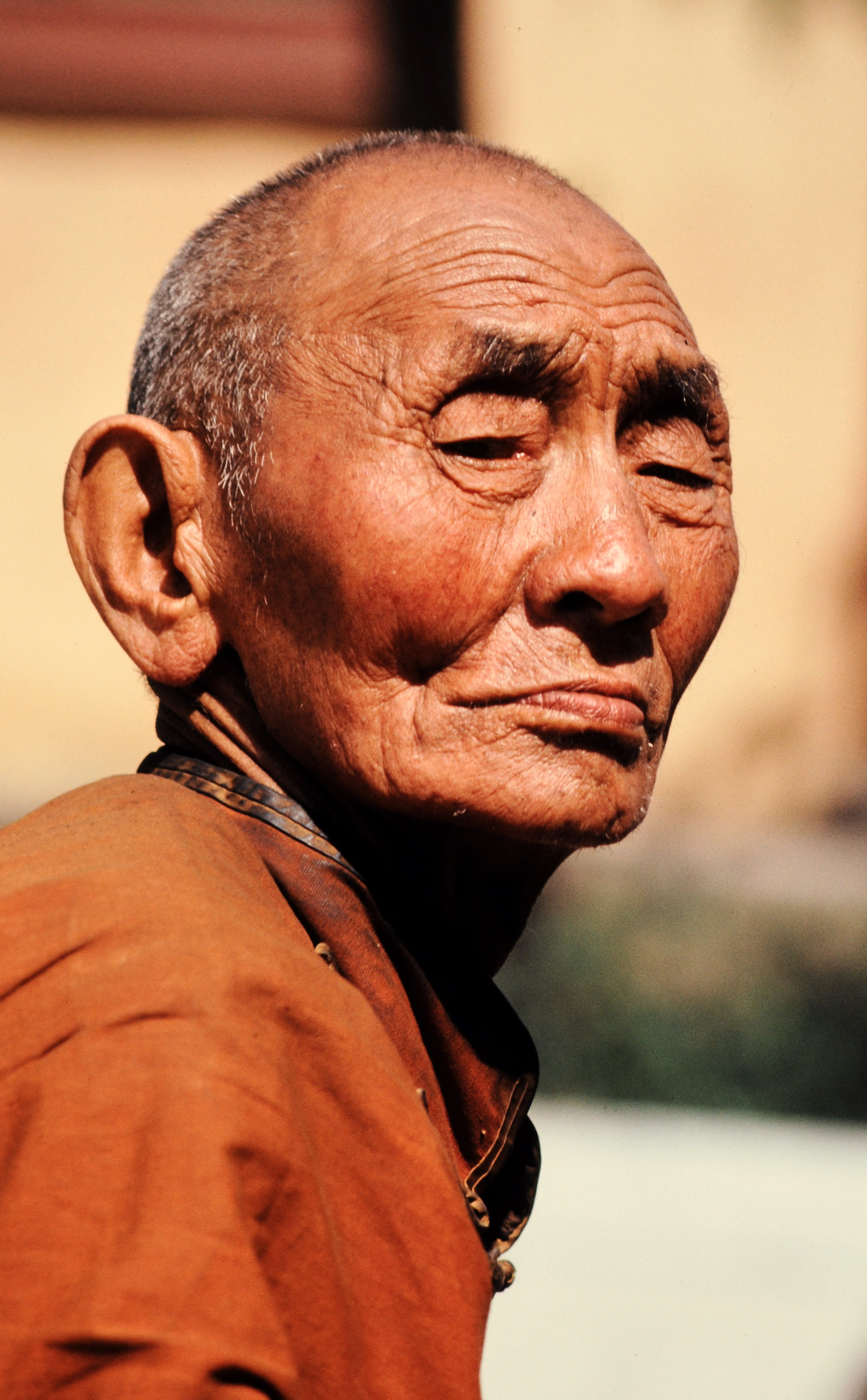
Lama mongol.

Lama - en tibetà བླ་མ - és un títol honorífic per als mestres religiosos en el budisme tibetà, atorgat a un monjo, monja o, a les escoles nyingma, kagyu i sakya, a un practicant de tantra per designar un grau de desenvolupament espiritual avançat, i l'autoritat per ensenyar. També pot ser part d'un títol com els de Dalai-lama o Panchen-lama, aplicat al llinatge de lames reencarnats (tulkus). El mot té un significat similar al del sànscrit 'guru'.
A causa d'alguns malentesos provocats pels primers estudiosos occidentals del budisme tibetà, el terme 'lama' ha estat aplicat històricament de manera equivocada als monjos tibetans en general. De la mateixa manera, els primers estudiosos i viatgers occidentals van denominar el budisme tibetà 'lamaisme', sense adonar-se que es tractava d'una forma de budisme; també van ignorar la diferència entre aquest budisme tibetà i el Bön. així, el terme 'lamaisme' avui és considerat com a pejoratiu.